# Прибой (община Владичин хан)
Вижте пояснителната страница за други значения на Прибой.
Прибой (на сръбски: Прибој или Priboj) е село в община Владичин хан, Пчински окръг, Сърбия.

## История
По време на българското управление в Поморавието в годините на Втората световна война, Йордан Ил. Минчев от Гостиля е български кмет на Прибой от 5 септември 1941 година до 28 ноември 1942 година. След това кмет е Кръстю Васев Илиовски от Скопие (26 януари 1943 - 12 май 1944) и Петко Колев Петков от Рошиори де веде (15 юни 1943 - 4 април 1944).

## Население
Според преброяването на населението от 2011 г. селото има 294 жители.

### Етнически състав
Данните за етническия състав на населението са от преброяването през 2002 г.
- сърби – 391 жители
- македонци – 1 жител

## Личности
Починали в Прибой
- Евтим Полски (1886 – 1931), български революционер, войвода на ВМРО